# Micropsephodes serraticornis
Micropsephodes serraticornis är en skalbaggsart som beskrevs av Champion 1913. Micropsephodes serraticornis ingår i släktet Micropsephodes och familjen svampbaggar. Inga underarter finns listade i Catalogue of Life.